# Stazione di Düsseldorf Aeroporto
La stazione di Düsseldorf Aeroporto (in tedesco Düsseldorf Flughafen) è una stazione ferroviaria a Düsseldorf, che collega l'aeroporto internazionale di Düsseldorf ai treni, la maggior parte di loro servizi di InterCityExpress.